# Saper morire
Saper morire (titolo originale She died a lady) è un romanzo poliziesco di John Dickson Carr, scritto sotto lo pseudonimo di Carter Dickson, il quattordicesimo della serie di gialli che ha come protagonista Sir Henry Merrivale, alias H.M. - detto il Vecchio. 

## Trama
Il professor Wainright è un ex docente di matematica, sposato con una donna affascinante e di vent'anni più giovane di lui. Allo scoppio della guerra, sprofonda in una cupa depressione che favorisce la nascita di una relazione tra sua moglie Rita e un giovane e affascinante attore americano, Barry Sullivan. La situazione giunge a un epilogo drammatico quando una sera Barry e Rita scompaiono, lasciando un biglietto d'addio, e il dottor Luke Croxley, amico dei Wainright, trova le impronte dei loro passi che conducono fino all'orlo di un'alta scogliera nota come il Salto degli Amanti. Apparentemente i due, impossibilitati a ottenere un divorzio, si sono uccisi gettandosi sulle rocce sottostanti. Ma, due giorni dopo, i due corpi vengono ritrovati su una spiaggia delle vicinanze, portati a riva dalla marea, e si scopre che entrambi sono morti per un colpo di pistola a bruciapelo. Pistola che viene ritrovata lungo una strada di campagna, ad alcuni chilometri dalla scena del presunto suicidio.

La polizia oscilla a lungo tra l'ipotesi del suicidio e quella del delitto, ma alla fine si orienta verso la prima, accusando il dottor Croxley di avere mentito per proteggere la reputazione della signora Wainright e di avere occultato le prove del suicidio, asportando la pistola dalla scena del crimine. Ma ci sono diversi elementi inspiegati, tra i quali la scomparsa dei gioielli di Rita Wainright e il mistero di chi, il giorno dopo il delitto, abbia gettato l'automobile di Barry nelle sabbie mobili. Il famoso criminologo ed ex capo dei servizi segreti, Sir Henry Merrivale, che si trova in vacanza nella zona per farsi fare un ritratto dal pittore Paul Ferrars, riteniene che si tratti di un ingegnoso omicidio e, sebbene impedito dai postumi di una frattura al piede, indaga, anche in contrasto con il locale sovrintendente di polizia, per trovarne le prove.

## Personaggi principali
- Alec Wainright - professore universitario in pensione
- Rita Wainright - sua moglie
- Barry Sullivan - attore americano
- Belle Sullivan - sua moglie, ballerina
- Steve Grange - avvocato
- Molly Grange - sua figlia
- Paul Ferrars - pittore
- Willie Johnson - giardiniere
- Dottor Luke Croxley - medico, narratore
- Dottor Tom Croxley - suo figlio
- Sovrintendente Craft - della polizia del Devon
- Sir Henry Merrivale - il Vecchio

## Critica
"Alcuni lettori individueranno un paio di riferimenti a un famoso romanzo di Agatha Christie in questo libro, ma questi sono diretti deliberatamente al lettore attento e intelligente - Carr ha qualcosa di molto astuto nascosta nella manica. Man mano che vengono esposte varie teorie su come l'omicidio avrebbe potuto essere stato commesso, alla fine raggiungiamo una conclusione abile e soddisfacente, culminante in un epilogo [...] che rivela un colpevole completamente inaspettato. Con la sua storia ingegnosa, che fortunatamente evita di aggiungere gratuitamente un omicidio extra alla vicenda, come persino Dame Agatha era solita fare a volte, con l'enfasi posta sui personaggi e sulla ricostruzione di un piccolo, idillico villaggio sconvolto da un omicidio, e con Merrivale che schizza qua e là in una sedia a rotelle motorizzata dopo essersi fratturato l'alluce, questo libro offre un mistero totalmente soddisfacente."

## Edizioni
- Carter Dickson, Saper morire, in "I Classici del Giallo Raccolta n. 16", traduzione di Anna Maria Francavilla, collana I Classici del Giallo Raccolta, Arnoldo Mondadori Editore, 2007,  p. 533.